# Santa Maria Assunta (Clusone)

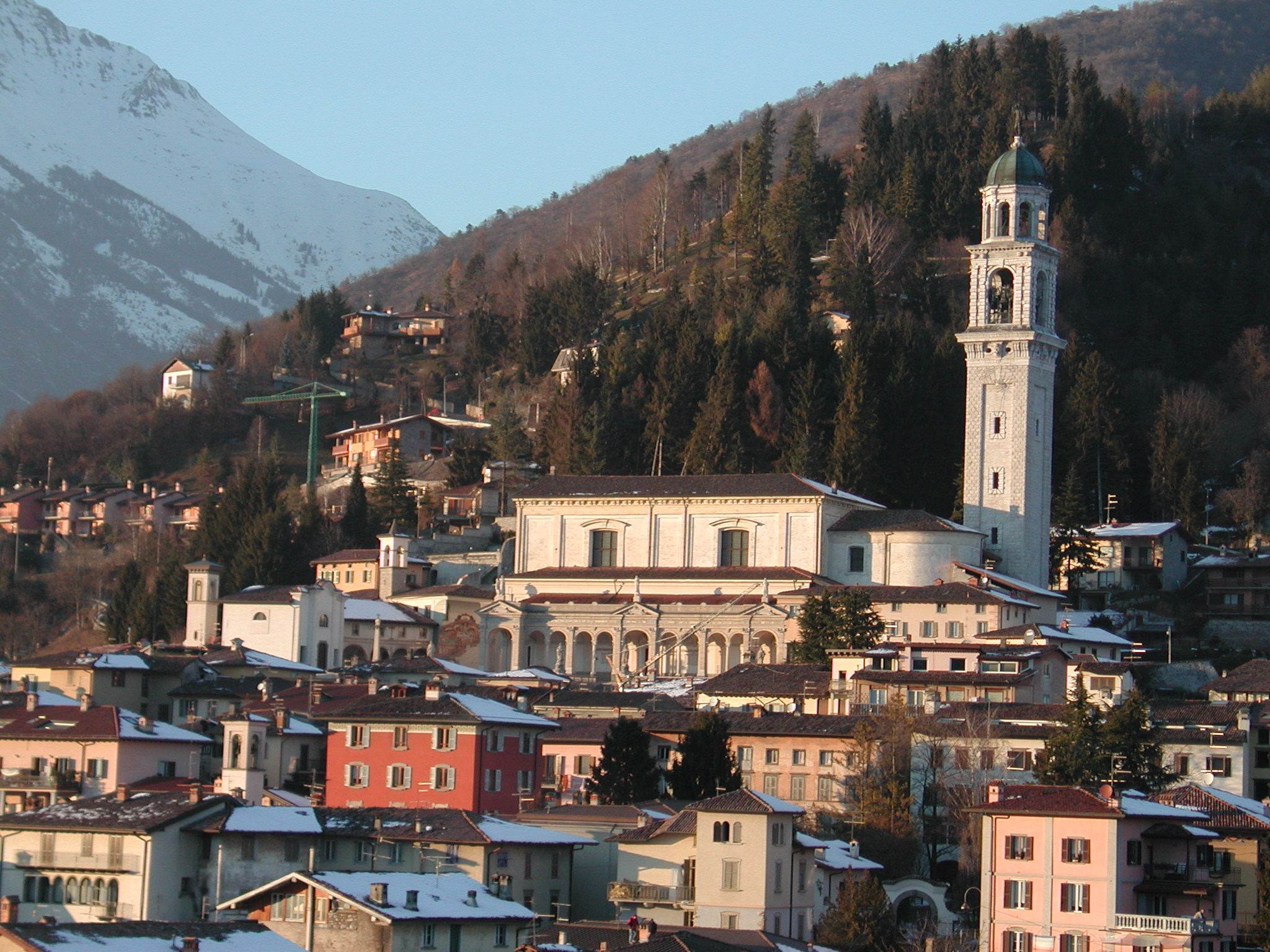
Basilika Santa Maria Assunta

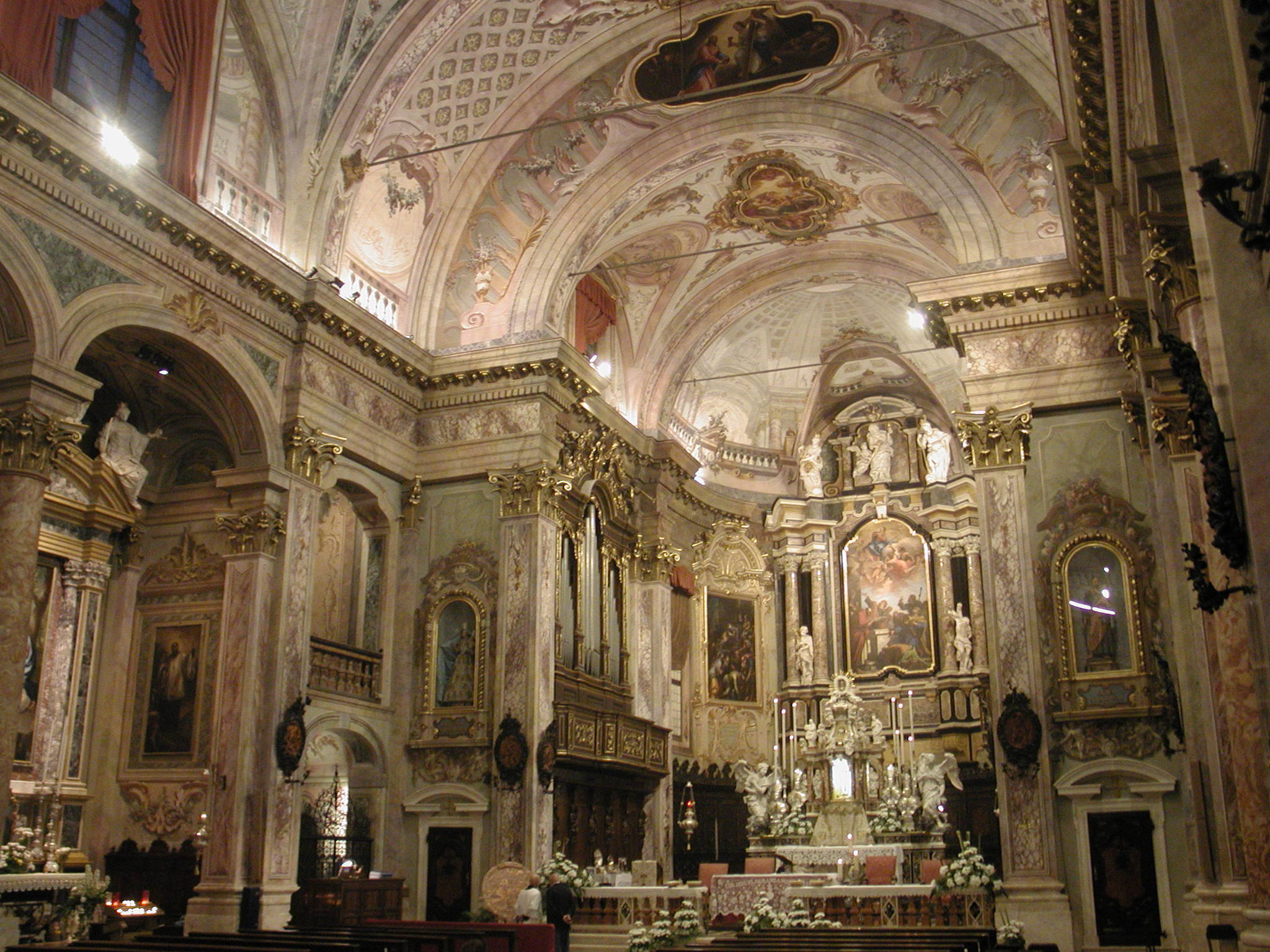
Innenraum

Die Basilika Santa Maria Assunta (italienisch Basilika Mariä Himmelfahrt) ist eine Kirche in der italienischen Gemeinde Clusone in der Provinz Bergamo, Lombardei. Die Kirche des Bistums Bergamo trägt das Patrozinium Aufnahme Mariens in den Himmel sowie des heiligen Johannes des Täufers und hat den Rang einer Basilica minor. Die barocke Kirche wurde Ende des 17. Jahrhunderts erbaut.

## Geschichte
Die Basilika wurde zwischen 1688 und 1698 an der nördlichen Talseite oberhalb von Clusone nach dem Entwurf von Giovanni Battista Quadrio errichtet, einem Architekten am Dom von Mailand. Sie wurde am 6. Juli 1711 geweiht und 1960 von Papst Johannes XXIII. zur Basilica minor erhoben.

## Architektur
Die einschiffige Kirche mit einem Tonnengewölbe hat einen eingezogenen Chor mit einer halbkreisförmigen Apsis. Das Kirchenschiff wird zu den acht Seitenkapellen von abgesenkten Bögen abgegrenzt, die auf korinthischen Säulen mit einer Höhe von jeweils 8,30 Metern ruhen. Die Kirche ist 50 Meter lang, 18 Meter breit und 20 Meter hoch. Der Campanile neben der Apsis ragt 66 Meter hoch. Vor der Fassade blickt ein Portikus mit Bögen und Säulen auf eine Treppe. Diese ist verziert mit Balustraden und vier großen Statuen der Evangelisten.

## Ausstattung
Der Hochaltar wurde von Andrea Fantoni entworfen und von der Familie Corbarelli aus Brescia ausgeführt. Einige Kunstwerke schuf Antonio Cifrondi, so die Gemälde der Medaillons, die das Jüngste Gericht, die Krönung der Jungfrau Maria und Christus am Ölberg darstellen, sowie die beiden Gemälde auf der Gegenfassade, die die Taufe Jesu und die Verkündigung des Täufers zeigen. Die Seitenkapellen mit ihren Altären enthalten weitere wertvolle Gemälde und Skulpturen. Die geteilte Orgel wurde von den Brüdern Ruffatti 1960 auf beiden Seiten des Chors installiert. für 65 Register.

## Orgel
Auf den beiden Sänger-Tribünen befindet sich Elemente einer Orgel aus dem Jahr 1960, erbaut von der Orgelbaufirma Fratelli Ruffatti. Das Instrument hat 65 Register, bespielt vom einzeln stehenden Spieltisch an der linken Seite mit drei Manualen und Pedal.
| I Positivo espressivo C-c4 |       |
| Principalino               | 8'    |
| Corno di notte             | 8'    |
| Unda maris                 | 8'    |
| Principale                 | 4'    |
| Flauto                     | 4'    |
| Sesquialtera II            | 2 ⁄3' |
| Decimaquinta               | 2'    |
| Decimanona                 | 1 ⁄3' |
| Vigesimaseconda            | 1'    |
| Ripieno IV                 | 1'    |
| Clarino                    | 8'    |
| Tremolo                    |       |

| II Grand'Organo C-c4 |       |
| Principale           | 16'   |
| Principale I         | 8'    |
| Principale II        | 8'    |
| Flauto traverso      | 8'    |
| Salicionale          | 8'    |
| Ottava I             | 4'    |
| Ottava II            | 4'    |
| Flauto               | 4'    |
| Duodecima            | 2 ⁄3' |
| Decimaquinta         | 2'    |
| Ripieno grave IV     | 2'    |
| Ripieno acuto V      | 1'    |
| Cornetto IV          | 2 ⁄3' |
| Fagotto              | 16'   |
| Tromba               | 8'    |
| Trombina             | 4'    |
| Voce umana           | 8'    |
| Campane              |       |

| III Organo Espressivo C-c4 |       |
| Bordone                    | 16'   |
| Principale                 | 8'    |
| Bordone                    | 8'    |
| Viola d'amore              | 8'    |
| Voce celeste II            | 8'    |
| Ottava                     | 4'    |
| Flauto a camino            | 4'    |
| Nazardo                    | 2 ⁄3' |
| Decimaquinta               | 2'    |
| Ottavino                   | 2'    |
| Cimbalo V                  | 1 ⁄3' |
| Terza                      | 1 ⁄3' |
| Flagioletto                | 1'    |
| Oboe d'amore               | 8'    |
| Tromba armonica            | 8'    |
| Campane                    |       |
| Tremolo                    |       |

| Pedale C-g1           |         |
| Contrabbasso acustico | 32'     |
| Contrabbasso          | 16'     |
| Principale            | 16'     |
| Subbasso              | 16'     |
| Bordone               | 16'     |
| Gran quinta           | 10 2⁄3' |
| Ottava                | 8'      |
| Principale            | 8'      |
| Bordone               | 8'      |
| Quinta                | 5 1⁄3'  |
| Ottava                | 4'      |
| Flauto                | 4'      |
| Ripieno V             | 2 ⁄3'   |
| Bombarda              | 16'     |
| Fagotto               | 16'     |
| Fagotto               | 8'      |
| Tromba armonica       | 8'      |
| Clarone               | 4'      |
| Campane               |         |